# Carl Filtsch

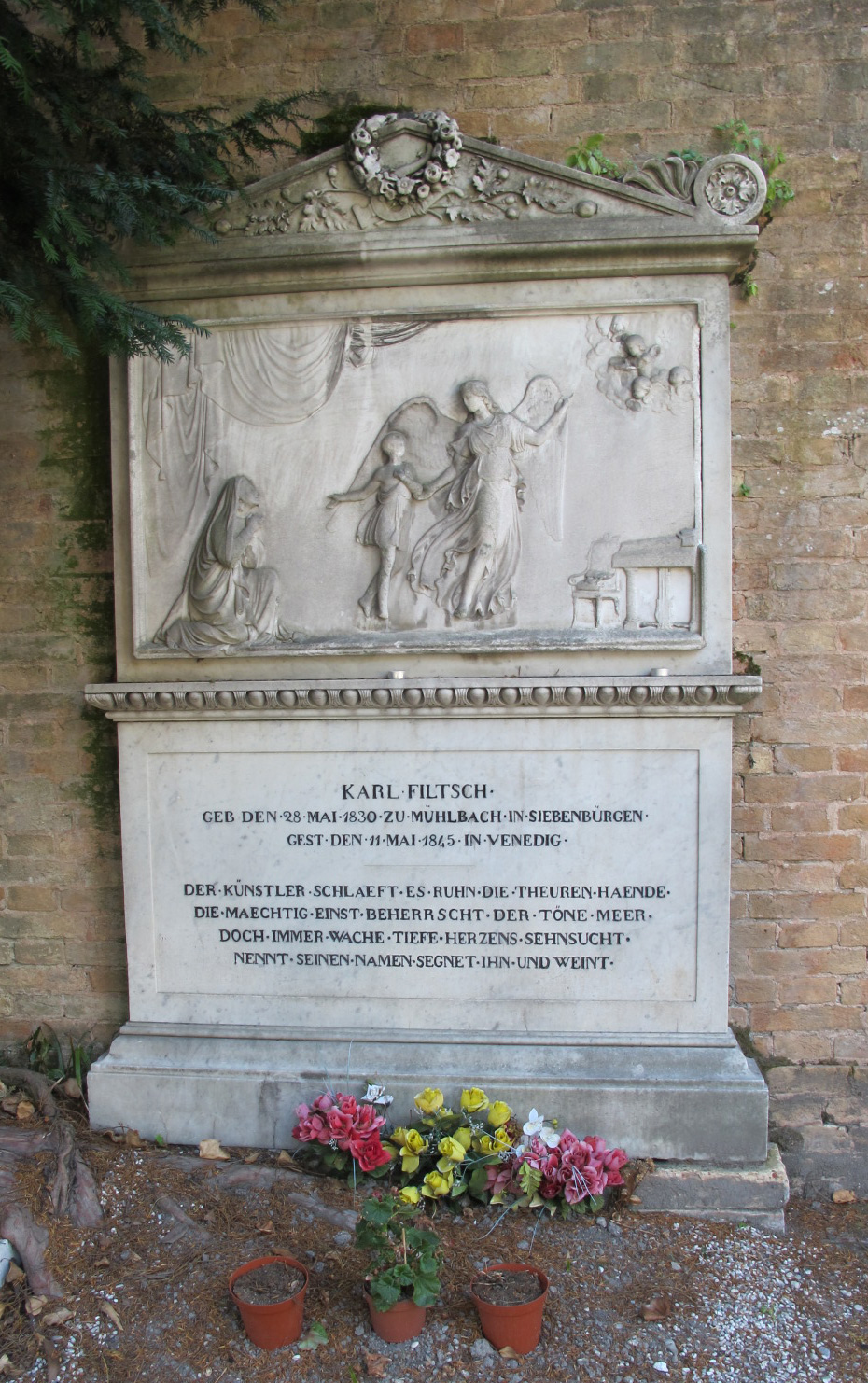
Carl Filtsch sírja a velencei San Michele-temetőben

Carl Filtsch (Filtsch Károly, Szászsebes, 1830. május 28. – Velence, 1845. május 11.) erdélyi szász zeneszerző és zongoraművész, Chopin és Liszt tanítványa.

## Élete

### Az erdélyi évek (1830-1837)
Apja Josef Filtsch evangélikus lelkész, anyja Caroline Felmer volt. A család tíz gyermeket nevelt, köztük Zsuzsit, a szülők magyar származású nevelt lányát. A gyerekek magyarul és franciául is tanultak otthon. A magyar beszéd és népdalok tanulásában Zsuzsi segített a kisebb testvéreinek. Színházba, koncertekre is jártak, és többük is nagy zenei tehetséget mutatott. Bátyja, a nála tizenhét évvel idősebb Josef – aki Bécsben az Erdélyi Udvari Kancellária hivatalnoka volt, majd Angliában telepedett le – szintén foglalkozott zeneszerzéssel és kiválóan zongorázott. Egyik öccse ugyancsak kitűnő zongoristának indult, ő valószínűleg azonos azzal a halála után született másik Carllal, aki hétéves korában hunyt el.
Hároméves korában kezdett zongorázni tanulni, tanára édesapja volt. Az első róla szóló újságcikk szerint 1835 tavaszán Kolozsvárott mutatkozott be szélesebb körben:
Várasunkban bámulást gerjesztett egy genialis fiucska, muzsikai rendkívüli tehetsége által, ki […] csudára méltólag játszott. […] A fiucska alig 5 évű, kisded zömök ép testű, eleven, nagy fekete szemű, mely teremtő lélekre mútat.
[…] fiját minél előbb igazi mesterhez adja, s azután Bécsbe vagy más főhelyre küldje tanulni, nehogy talentuma rossz irányt kapva kifejlődésében helyrehozhatatlan kárt szenvedjen.
A kolozsvári zenészek a bemutatkozáskor felmérték képességeit és megállapították, hogy számos művet fejből képes eljátszani, a darabokat pontos ütem szerint játssza, és abszolút hallása van.
1837. április 17-én Nagyszebenben ismét nagyobb közönség előtt mutatkozott be, amikor az erdélyi diétára érkező V. Ferdinánd császárnak és más előkelőségeknek játszott. Vélhetően ekkor ismerhette meg őt gróf Bánffy Dénes és felesége, az Oroszországban született, de porosz származású Johanna Schilling von Cannstatt. A műkedvelő muzsikus és mecénás házaspár szülői beleegyezéssel októberben Bécsbe vitte, hogy a megfelelő képzéséről ott gondoskodjanak.

### Bécsi tanulmányok (1837-1841)
Bécsben a kor legnevesebb zongoratanárai, Friedrich Wieck, Simon Sechter és August Mittag foglalkoztak vele. Liszt Ferencet 1838-ban hallotta először játszani, személyesen két évvel később, 1840-ben ismerkedtek meg. Liszt ekkor egy Schubert-parafrázist adott neki az „Erdély csodagyerekének” ajánlással.
Bemutatták a császári udvarban is, sőt a tanuló- és játszótársa lett a későbbi Ferenc József császárnak. Bátyja, Josef együtt élt vele a Bánffy-palotában, a titkári feladatokat látta el mellette. Fejlődésére nagy hatással volt a zongorán és hárfán játszó, jelentős mecénásként ismert Eszterházyné Batthyány Johanna is, aki többek között Chopin, Liszt és Elias Parish Alvars barátja volt ebben az időben. Az asszonyt több szüleihez írt korai levelében is megemlítette:
Minthogy a beteg Batthyány grófné a palotában lakik, azért Wieck úr tíz nap óta nem adott leckét nekem, de csütörtökön már kapok leckét és azután még többet.
Én és Eszterházy Lajosné grófné nagyon szeretjük egymást, igen gyakran megyek hozzá és vele a színházba, társaságban is voltam vele a Krüger-Strassén. […] Nagyon sajnálom, hogy Lajosné grófné Pozsonyba utazik, mert akkor nem fogok olyan gyakran színházba menni.
Első közönség előtti bécsi fellépése 1841. február 7-én a Gesellschaft der Musikfreunde koncertjén átütő sikert hozott. Bátyjával is adott közös hangversenyt.

### Magyarországi turné (1841 nyara)
1841 nyarán egy Pest-Budától Nagyszebenig tartó turnén megismételte bécsi sikereit. Június 17-én Pesten a Redoutban szerepelt, többek közt Thalberg Fantázia Bellini témákra (Straniera), valamint bátyja, Josef Filtsch Magyar melódiák c. művét adta elő ezen az estén. Kritikusa ekkor írta:
Méltán várható, hogy belőle Erdélynek Lisztje lehet.
Erdélyben ünneplő tömegek fogadták, Kolozsvárott, Nagyszebenben, Brassóban és Szászvárosban tartott koncertjein sikerrel szerepelt. Búcsúkoncertjére szeptember 28-án Szászsebesen került sor, majd visszautazott Bécsbe. A turné során Pesten a Nőegylet, Kolozsvárott a szegények és az orgonaépítés, Nagyszebenben kórházalapítás, Brassóban egy tűzvész áldozatai, Szászsebesben pedig a helyi zenei egyesület javára adakozott.

### Párizsi tanulmányút (1841-1843)
1841. november 20-án Josef bátyjával és a Bánffy-házaspárral Párizsba utazott, hogy a zenei élet akkori fővárosában magasabb szintű képzést kapjon. Tanítását Bánffyék költségén Chopin vállalta, akinek hamarosan a legkedvesebb tanítványa lett. A zongoraleckék mellett gyakran látogatta a nagyoperát, az olasz királyi színházat és az Opéra Comique-ot, s naponta két-három koncertet adva a párizsi zenei élet és szalonok kedvencévé vált. Bemutatták Pierre Érard zongora- és hárfaépítőnek (Sébastien Érard örökösének), François-Adrien Boieldieu és Josef Dessauer zeneszerzőknek, la Rochefoucauld hercegnek, Rothschild báróéknak, D'Agoult grófnénak, gróf Apponyi Antal magyar követnek és lányának, továbbá George Sandnak, de Eszterházy grófné is mellette volt.
A párizsi évek alatt Chopinnek köszönhetően repertoárja szélesedett, Bach, Beethoven, Weber és Liszt műveit is játszani kezdte. Mindeközben nagy szeretet vette körül. Sigismond Thalberg virtuóz zongorista „kicsi óriás Carl Filtschnek” nevezte. Liszt Ferenc pedig egy ideig helyettesítve Chopint a tanításában, tréfásan megjegyezte:
Ha ez a kicsike elkezd utazni, én becsukhatom a boltot.
1842 nyarán rövid időre Brüsszelbe utazott, ahol a porosz királyné testvére előtt játszott. Megismerkedett François-Joseph Fétis belga zenetudóssal és zeneszerzővel, valamint a zongoraművész Pleyel asszonnyal. Visszatérve Párizsba első nyilvános koncertjét 1843. március 15-ére hirdették meg, amelyet azonban 14 napos lázas betegsége miatt le kellett mondani. Betegágyánál Chopin, George Sand, Érard, Rotschild bárónő, la Rochefoucauld herceg látogatta, Apponyi gróf a saját orvosát küldte hozzá. A bemutatkozóra végül áprilisban került sor a párizsi Conservatoire-ban a felgyógyulása után.
Április 24-én egy koncertjén Chopin é-moll zongoraversenyét játszotta zenekari kísérettel. Lengyel mestere ekkor mondta meghatottan róla:
Istenem, micsoda gyermek! Hihetetlen, rendkívüli. Egyetlen ember sem értett meg úgy, mint ez a gyermek. A legkülönösebb, amivel valaha találkoztam. Ez nem utánzás, nem utánzás. Ugyanaz az érzés, ugyanaz a művészi lelkesültség, amely minden meggondolás, minden cél nélkül játszatja őt, mintha másként nem is volna lehetséges. Majdnem minden művemet játssza anélkül, hogy hallotta volna tőlem, anélkül, hogy a legkevesebbet is mutattam volna neki. Nem pontosan úgy, mint én — mert rányomja saját bélyegét — de bizonyára nem kevésbé jól, mint én.

### Angliai utazás (1843)
1843. május 21-én Angliába utazott koncertezni, ahol bemutatták az akkor Londonban élő neves zongoraművésznek és zenepedagógusnak, Ignaz Moschelesnek. Viktória királynő előtt július 5-én játszott Londonban. Repertoárján Liszt egyik fantáziája és Chopin noktürnjei, impromptujai és keringői szerepeltek. Bécs, Párizs és London zenei újságjai kiváló kritikákat írtak a róla. Egyéni sikerein túl angliai útjának legnagyobb eredménye az volt, hogy megkedveltette az angol közönséggel az addig nem túlságosan ismert és elfogadott Chopint.

### Visszatérés Bécsbe
A kéthónapos turné után Baden-Badenba utazott, ahol megalkotta a Konzertstück című, a legutóbbi időkig elveszettnek hitt zenekari kíséretes művét. 1843 végétől a Bánffy és az Eszterházy házaspár Bécsben viselte a gondját. Rövidesen le kellett mondania az egész Európára tervezett turnékat. Filtsch megbetegedett tuberkulózisban és az orvosok tengeri fürdőket írtak elő neki Velencében. Rövid ideig tartó javulás után egy nyarat Erdélyben és Bécsben töltött el, ahol saját szerzeményét nagy sikerrel játszva az operában a császári pár előtt szerepelt. Ugyanekkor jelentek meg róla az első negatív bírálatok a császárváros lapjaiban. Beethoven-interpretációit és technikai hibáit kritizálták.
Az Eszterházy házaspár tervezte, hogy Svájcba és Nápolyba utaznak vele, de erre már nem került sor. 1844 tavaszán a Bánffy házaspárral visszatért Velencébe, itt hunyt el alig 15 évesen.
Nagyon fiatalon kezdett zongorán improvizálni, nyolc saját művet hagyott hátra. Egy zongoraversenyt is komponált, amely 2005-ben jelent meg először nyomtatásban. Műveiben, a tanárai hatásán túlmenően, érződik koraérett tehetsége is.

## Emlékezete
- Arcmását 1844-ben Borsos József festőművész örökítette meg Filtsch Károly zongoravirtuóz arcképe címmel.
- Halálát így jelentették:

Filtsch Károly Velencében (1845) május 11-én, éjjel egy órakor meghalt. A hirtelen kinyílt virág, mely pompás gyümölcsöt ígért, túl korán lehullott. A mindenhol csodált, mindenhol szeretett fiatal művész az Adriai tenger lagúnái közt egy kis szigeten, Velence és Murano közt, távol hazájától, alussza a halottak álmát. […] A halotthoz méltó a zene. Beláthatatlan sora a gondoláknak, mely a koporsót kísérte.
- Az Isole di Santo Christophore nevű szigeten temették el. Síremléke ma a velencei San Michele-temetőben, a védett sírok között található, mivel 1986-ban áttemették. Márványból készült síremlékét a Bánffy házaspár állíttatta.

A művész alszik, nyugszanak a drága kezek, amelyek valaha a hangok tengerén uralkodtak, de az örökké éber és mély vágyódás fenntartja nevét, megáldja és megsiratja.
- 1995 óta az ő nevét viseli az évente megrendezett nagyszebeni zeneszerző- és zongoristaverseny, amelyen magyar versenyzők szép eredményeket szoktak elérni.[10]
- Bátyjának, Josefnek az angliai leszármazottaitól számos elveszettnek hitt szerzemény, irat és adat került elő, melyeket Ferdinand Gajewski professzor tett közzé.

## Művei
- Korál (1839)
- Románc szavak nélkül (1840)
- Barcarolle
- Mazurka
- Gesz-dúr Impromptu (1843)
- B-moll Impromptu (1843)
- Bevezetés és variációk Op. 2
- Búcsú Velencétől